# Рудбекія кінчаста
Рудбекія кінчаста (Rudbeckia laciniata) — вид рослин з родини айстрових (Asteraceae), поширений у США й Канаді; натуралізований у Європі, Китаї, Новій Зеландії.

## Опис
Рослина колоніальна, кореневище часто подовжене, струнке, коріння волокнисте. Багаторічна рослина, 50–300 см. Листки зелені, листові пластини від широко яйцеподібних до ланцетоподібних, всі, крім віддалених, які 1–2-перисто-розділені або перисто-складні, листочки / часточки 3–11, поля цілі або зубчасті, верхівки від гострих до загострених, поверхні голі або волохаті (іноді з напівпрозорими плямами), прикореневі (часто в'януть перед цвітінням) черешкові, 15–50 × 10–25 см, стеблові черешкові або сидячі, здебільшого часточкові до перистих, 8–40 × 3–20 см. Плоди 3–4.5 мм; папус до 1.5 мм. Кошики 7–12 см в діаметрі. Крайові язичкові квітки золотисто-жовті; серединні — трубчасті, темно-коричневі або зеленувато-жовті, або всі квітки (у махрових форм) золотисто-жовті.

## Поширення
Поширений у США й Канаді; натуралізований у Європі, Китаї, Новій Зеландії; також культивується.
В Україні вид зростає у садах і парках — на всій території, іноді трапляється диким (околиці Львова, близько Заболотова над Прутом).

## Використання
Декоративна рослина, переважно розводять форми з махровими квітами.